# كاليب إكوبان
كاليب أوكوبان (بالإنجليزية: Caleb Ekuban)‏ (23 مارس 1994 بفيلافرانكا دي فيرونا في إيطاليا - ) هو لاعب كرة قدم غاني في مركز الوسط. لعب مع كييفو فيرونا ونادي سودتيرول ونادي لوميتساني وAC Renate ‏.

## وصلات خارجية
- كاليب إكوبان على موقع الاتحاد الأوربي (الإنجليزية)
- كاليب إكوبان على موقع اتحاد تركيا (لاعب) (الإنجليزية)
- كاليب إكوبان على موقع قاعدة بيانات كرة القدم.إي يو (الإنجليزية)
- كاليب إكوبان على موقع ناشيونال فوتبول تيمز (الإنجليزية)
- كاليب إكوبان على موقع Soccerway.com (الإنجليزية)
- كاليب إكوبان على موقع عالم كرة القدم.نت (الإنجليزية)